# КАМАЗ-65117
КАМАЗ-65117 — современный российский трёхосный бортовой крупнотоннажный грузовой автомобиль-тягач, выпускаемый Камским автомобильным заводом (КАМАЗ) с 2004 года.

## Описание конструкции
Грузоподъёмность грузовика  КАМАЗ 65117  очень высока и составляет 14,5 тонн. Данная модель успешно продаётся не только на территории России, но и в странах ближнего и дальнего зарубежья.
Некоторые специалисты утверждают, что грузовик дал всему отечественному автопрому в данном сегменте «второе дыхание». Мотор в данной модели российской разработки, имеет мощность 280 лошадиных сил, соответствует европейским нормам Евро-3. Также грузовик оснащается двигателем Cummins на 300 лошадиных сил.
Вне зависимости от комплектации,  КАМАЗ 65117  оснащён антиблокировочной системой. Ко всему прочему, машина имеет внушительный топливный бак – его объём составляет 500 литров. Колесная формула – 6х4, а коробка передач – девятиступенчатая механика. Кабина довольно большая, в ней могут поместиться три человека, к тому же она оборудована спальным местом.

### Технические характеристики

#### Весовые параметры и нагрузки
- Снаряженная масса а/м, кг — 9350
  - Нагрузка на переднюю ось, кг — 3900
  - Нагрузка на заднюю тележку, кг — 5450
- Грузоподъёмность а/м, кг — 14500
- Полная масса а/м, кг — 24000
  - Нагрузка на переднюю ось, кг — 6000
  - Нагрузка на заднюю тележку, кг — 18000
- Полная масса прицепа, кг — 14000
- Полная масса автопоезда, кг — 38000

#### Двигатель
- Модель — Cummins 6 ISBe 300 (евро-3). С 2014 года данная модификация двигателя заменена на аналогичную, но с экологическим классом Евро-4 (используется дополнительная система нейтрализации СО2).
- Тип — дизельный с турбонаддувом, с промежуточным охлаждением наддувочного воздуха
- Максимальная полезная мощность, кВт (л.c.) — 221 (300)

при частоте вращения коленчатого вала, об/мин — 2300
- Максимальный полезный крутящий момент, Нм (кг см) — 1100 (112)

при частоте вращения коленвала об/мин — 1450
- Расположение и число цилиндров — рядное, 6
- Рабочий объём, л — 6,7

#### Система питания
- Вместимость топливного бака, л — 500

#### Электрооборудование
- Напряжение, В — 24
- Аккумуляторы, В/А·ч — 2x12/190
- Генератор, В/Вт — 28/2000

#### Сцепление
- Тип — диафрагменное, однодисковое
- Привод — гидравлический с пневмоусилителем

#### Коробка передач
- Модель — ZF 9S 1310TO
- Тип — механическая, девятиступенчатая
- Управление — механическое, дистанционное

#### Главная передача
- Передаточное отношение — 5,94/5,43

#### Тормоза
- Привод — пневматический
- Тип — барабанные

#### Колеса и шины
- Тип колёс — дисковые
- Тип шин — пневматические, бескамерные
- Размер обода — 8,25-22,5
- Размер шин — 11 R22,5

#### Кабина
- Тип — расположение над двигателем
- Исполнение — со спальным местом

#### Платформа
- Длина платформы (внутренняя), мм — 7800
- Ширина платформы (внутренняя), мм — 2470

#### Характеристика а/м полной массой

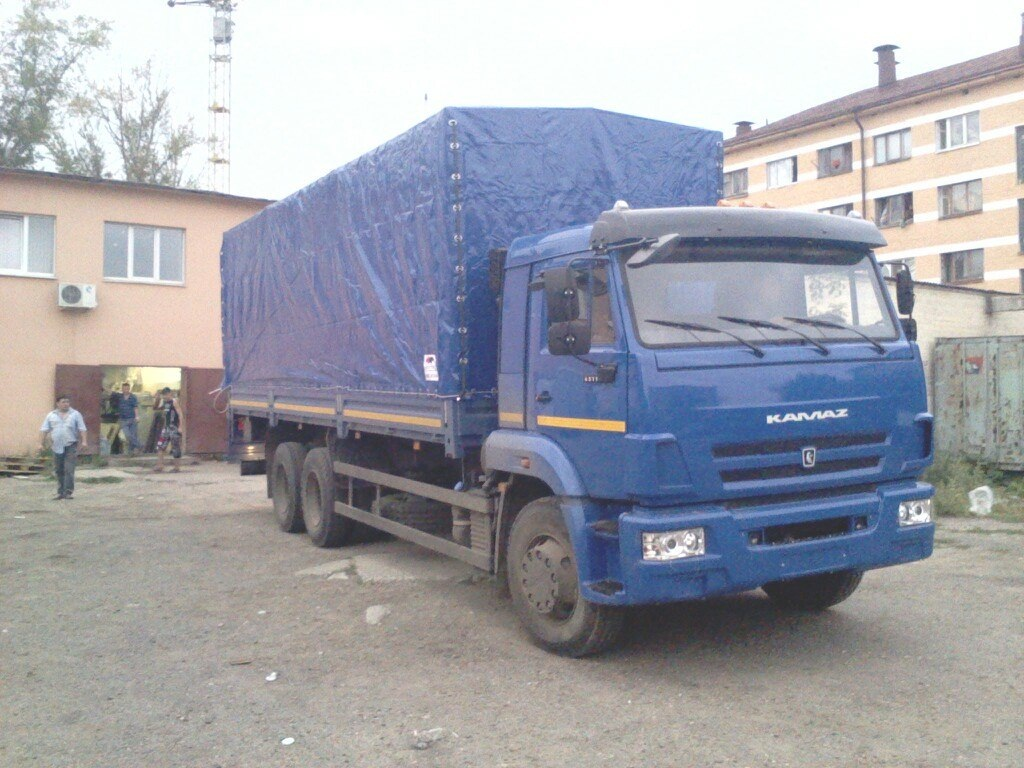
КАМАЗ-65117 модификация А4, с тентованным кузовом и рестайлинговым исполнением кабины, модель 2014 года, Экологический класс ЕВРО 4.

- Максимальная скорость, не менее, км/ч — 100
- Угол преодолеваемого подъёма автопоездом, не менее, % (град) — 18(10)
- Внешне габаритный радиус поворота, м — 10,7

## Применение
Принят на вооружение в ВС РФ

## КАМАЗ-65116
КАМАЗ-65116 — российский магистральный седельный тягач производства КАМАЗ.

### Описание
Производство автомобиля КАМАЗ-65116 стартовало в 2005 году, причём до 2011 года автомобиль производился параллельно с КАМАЗ-54115. За основу КАМАЗ-65116 был взят автомобиль КАМАЗ-65117.
Первоначально на автомобили КАМАЗ-65116 ставили дизельные двигатели внутреннего сгорания собственного производства КАМАЗ-740.30 Евро-2 мощностью 260 л. с, позже Евро-3 мощностью 280 л.с., для экспорта на автомобили ставили двигатели американского производства Cummins L325 мощностью 300 л. с.
В настоящее время на тягач КАМАЗ-65116 ставят дизельный двигатель внутреннего сгорания Cummins ISB6 7e4 300 мощностью 298 л. с. Трансмиссия взята от немецкого производителя ZF Friedrichshafen AG. Топливный насос высокого давления взят от производителя Robert Bosch GmbH.

### Изображения

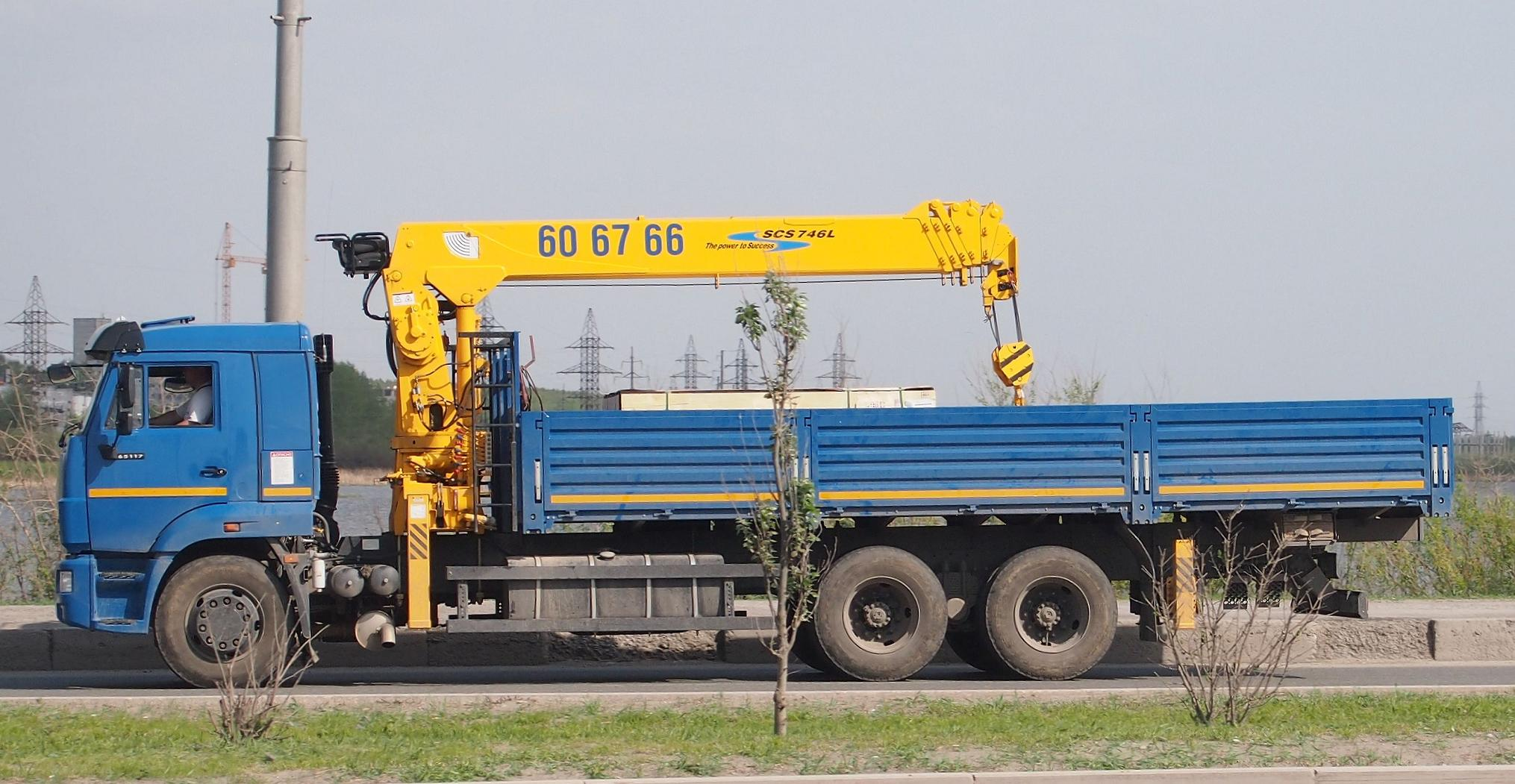
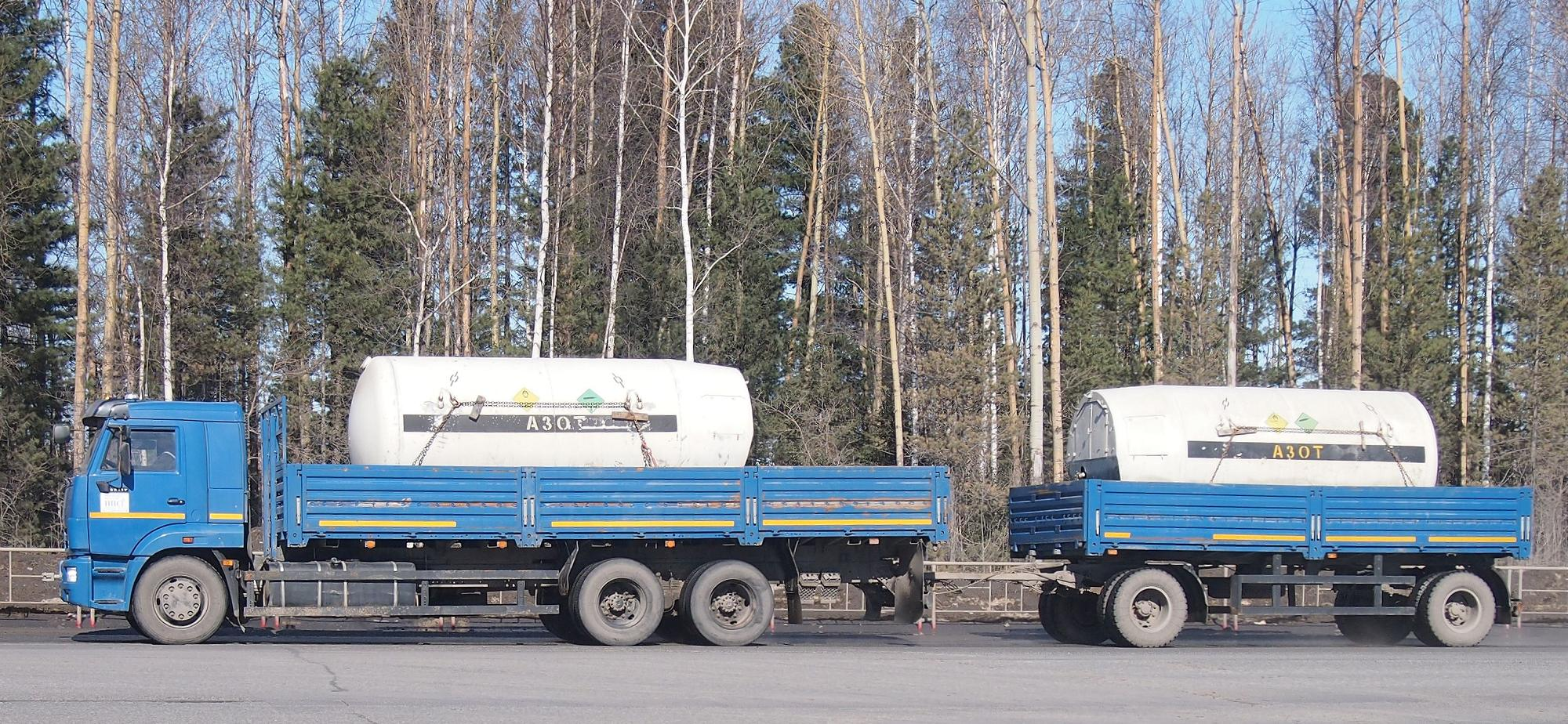

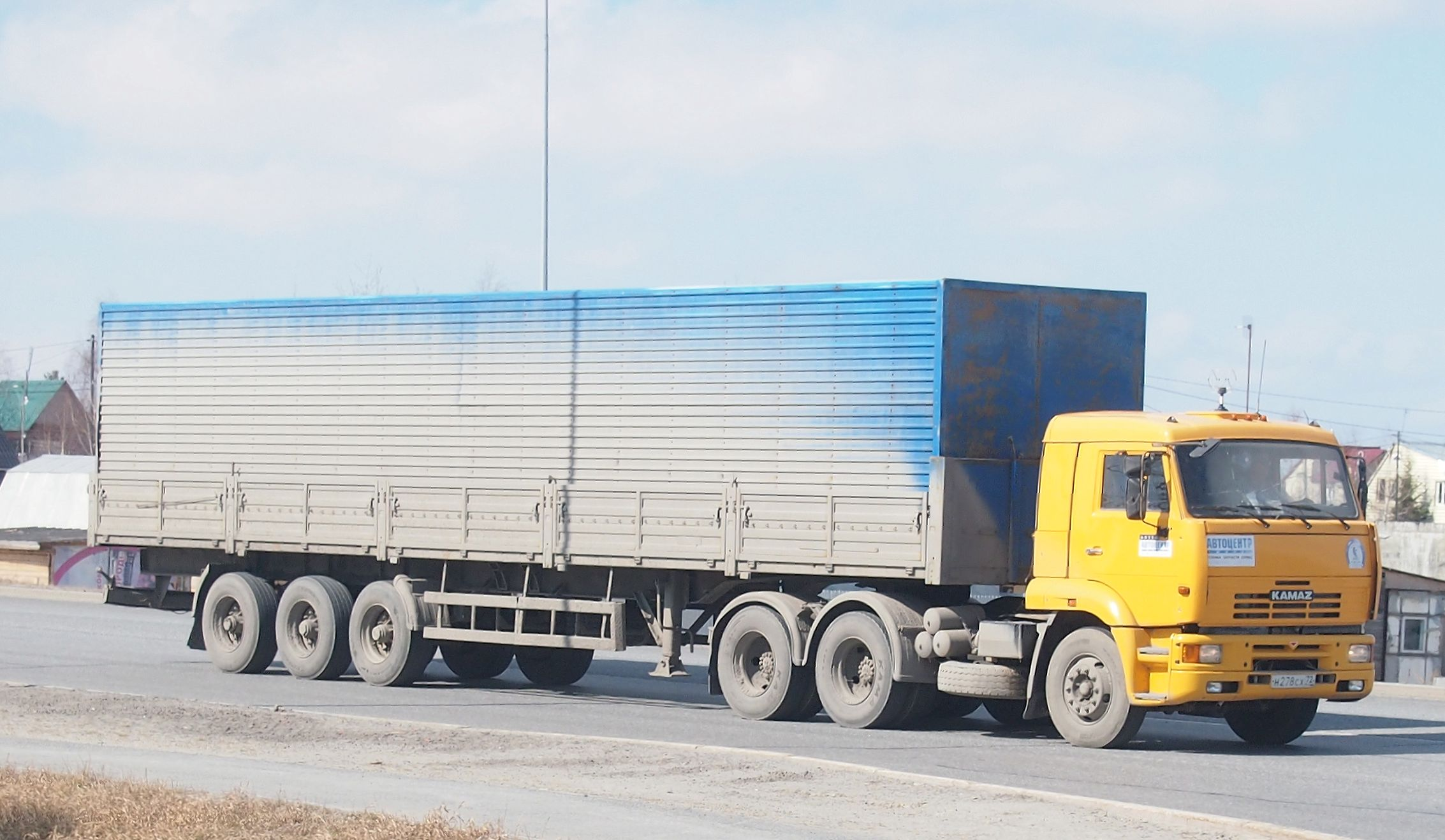
КАМАЗ-65116 в Ханты-Мансийске (2015 год)
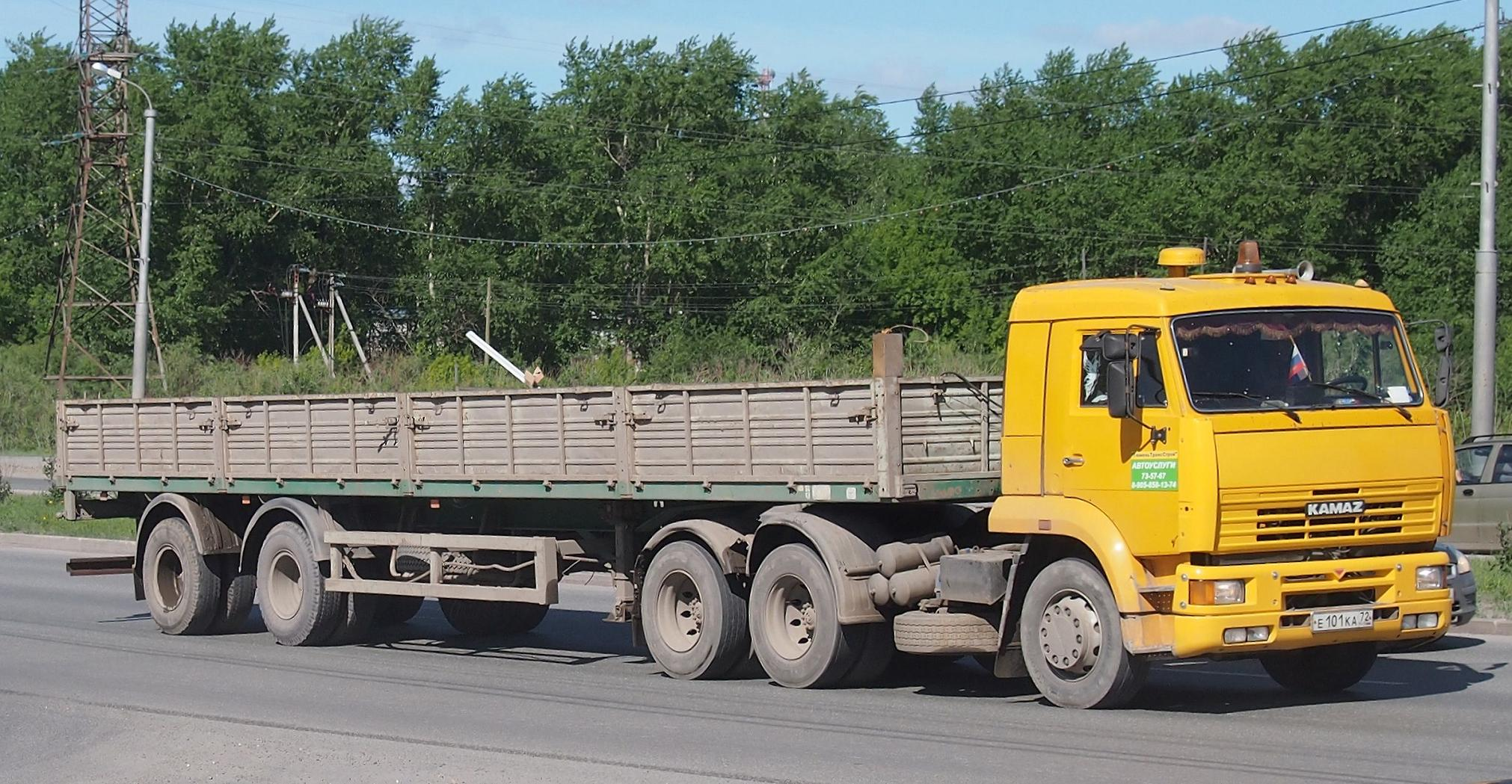
КАМАЗ-65116 в Тюмени (2014 год)
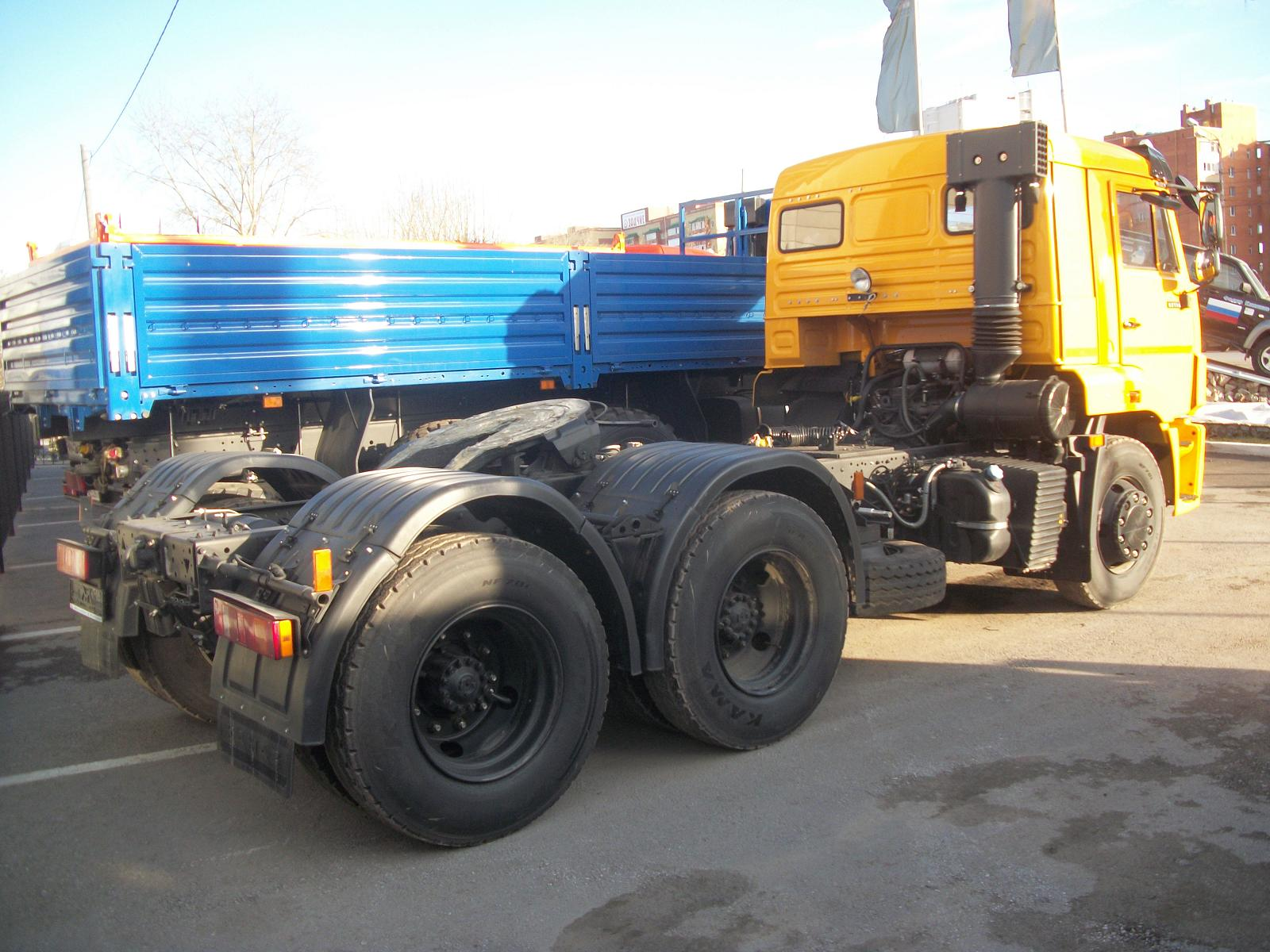
Базовая модель в Тюмени (вид сзади)